# Castello di Monguzzo
Il Castello di Monguzzo è un castello medievale situato a Monguzzo, in Provincia di Como.

## Storia
Una collina dal nome di Mons Acutus ospita il Castello di Monguzzo, già attestato nel 920 come dono di Berengario del Friuli ai canonici della Basilica monzese di San Giovanni Battista. 
Impostato su una pianta a "U", il castello fu forse costruito come fortificazione finalizzata alla difesa contro le scorrerie degli Ungari.
Divenuto nel tempo proprietà dei Visconti, nel XIV secolo il castello consisteva in una fortificazione provvista di mura, tetto in tegole, quattro locali interni e alcuni spazi sotterranei ospitanti prigioni e sala delle torture. La parte più antica del castello è la parte settentrionale, affacciata su una corte.
Dai Visconti, il complesso fortificato fu donato dapprima a Jacopo Dal Verme (nel 1383 o 1380) e, in seguito, alla famiglia nobiliare dei Bentivoglio (nel 1486).
Nel XVI secolo il castello fu oggetto di alcune modifiche architettoniche, consistenti in un ampliamento degli spazi sotterranei e nella realizzazione di una serie di passaggi segreti e botole. Fautore degli interventi fu Gian Giacomo Medici, condottiero che aveva ingegnosamente espugnato la fortezza tra il 1527 e il 1531. In questi anni, parte del castello venne utilizzata anche come carcere privato; tra i prigionieri del Medeghino spicca un ricco proprietario terriero della zona di Erba, tenuto rinchiuso per oltre due mesi ai fini di estorcere un riscatto. Le modifiche non sopravvissero tuttavia alla morte del loro ideatore, in quanto vennero demolite dai Bentivoglio una volta tornati in possesso del complesso fortificato. Del tempo del Medeghino rimasero tuttavia le statue dei grifoni che, nella cosiddetta "Sala Rossa" (già salone delle feste), raffiguravano le effigie presenti sulle navi del condottiero milanese.
Dai Bentivoglio, il castello passò dapprima nelle mani dei Novati (1564) e poi in quelle dei Rosales (1684), che riadattarono il castello a residenza di villeggiatura con importanti interventi di ristrutturazione (metà del XVIII secolo'). Gli interventi comportarono la realizzazione di alcuni solai, comportando così la chiusura di una serie di merlature. Sempre nelle mani dei Rosales, durante il Risorgimento il castello divenne un covo di carbonai.
Divenuto proprietà di Sebastiano Mondolfo, il castello fu dapprima adibito a scuola e poi venduto a Ferruccio Benocci (o Menecci), a cui si deve un importante restauro di tutto il complesso. Con la morte di Ferruccio, avvenuta nel castello durante una rapina a mano armata in data 14 luglio 1946, il complesso passò alla vedova, che con un lascito testamentario lo donò all'Ordine Ospedaliero "Fatebenefratelli" di San Giovanni di Dio, istituto che ne fece un centro per studi ospedalieri. Alla stessa vedova si deve la vendita di alcuni pezzi di arredamento alla Provincia di Como, che li ricollocò in Villa Saporiti.